# Carta do Mestre João
A Carta do Mestre João é o documento escrito pelo espanhol João Faras ou João Emeneslau, entre 28 de abril e 1 de maio de 1500, durante a viagem de Cabral ao Brasil, em um misto de espanhol e português quinhentista, dando ciência ao rei de Portugal D. Manuel I acerca do "descobrimento". A carta é famosa por fazer uma das primeiras descrições identificando a constelação Cruzeiro do Sul. Nela o autor revela a existência de um antigo mapa-múndi pertencente a Pero Vaz Bisagudo, em que já constaria o sítio desta terra.
Como a de Caminha, a carta do Mestre João ficou conhecida somente no século XIX. Descoberta pelo historiador Francisco Adolfo de Varnhagen, a carta foi publicada, pela primeira vez, na Revista do Instituto Histórico e Geográfico Brasileiro, Rio de Janeiro, 1843, tomo V nº 19.
A carta situa geograficamente a "ilha de Vera Cruz", revelando ser a ilha já conhecida: "(…)Quanto, Senhor, ao sítio desta terra, mande Vossa Alteza trazer um mapa-múndi que tem Pero Vaz Bisagudo e por aí poderá ver Vossa Alteza o sítio desta terra; mas aquele mapa-múndi não certifica se esta terra é habitada ou não; é mapa antigo e ali achará Vossa Alteza escrita também a mina.(…)".

## Texto original
Señor
O bacharel mestre Johan fisico e cirurgyano de Vosa Alteza beso vosas reales manos. Señor porque de todo lo aca pasado largamente escrivieron a vosa alteza asy arias correa como todos los otros solamente escrevire dos puntos senor ayer segunda feria que fueron 27 de abril descendimos em terra yo e el, pyloto do capitan moor e el pyloto de Sancho de touar e tomamos el altura del sol al medyodya e fallamos 56 grados e la sonbra era septentrional por lo qual segund las reglas del estrolabio jusgamos ser afastados de la equinocial por 17 grados, e por consyguiente tener el altura del polo antarctico en 17 grados, segund que es magnifiesto en el espera e esto es quanto alo uno, por lo qual sabra vosa alteza que todos los pylotos van adiante de mi en tanto que pero escolar va adiante 150 leguas e otros mas e otros menos: pero quien disse la verdad non se puede certyficar fasta que en boa ora allegemos al cabo de boa esperança e ally sabremos quien va mas cierto ellos con la carta e con el estrolabio: quanto Señor al sytyo desta terra mande vosa alteza traer un mapamundy que tyene pero vaaz bisagudo e por ay podrra ver vosa alteza el sytyo desta terra, en pero aquel mapamundy non certyfica esta terra ser habytada, o no: es napamundi antiguo e ally fallara vosa alteza escrita tan byen la mina: ayer casy entendimos per aseños que esta era ysla e que eran quatro e que de otra ysla vyenen aqui almadias a pelear con ellos e los lleuan catiuos: quanto Señor al otro puncto sabra vosa alteza que cerca de las estrellas yo he trabajado algo de lo que he podido pero non mucho a cabsa de una pyerna que tengo mui mala que de una cosadura se me ha fecho una chaga mayor que la palma de la mano, e tan byen a cabsa de este navio ser mucho pequeno e mui cargado que non ay lugar pera cosa ninguna solamente mando a vosa alteza como estan situadas las estrellas del, pero en que grado esta cada una non lo he podido saber, antes me paresce ser impossible en la mar tomarse altura de ninguna estrella porque yo trabaje mucho en eso e por poco que el navio enbalance se yerran quatro o cinco grados de guisa que se non puede fazer synon en terra, e otro tanto casy digo de las tablas de la India que se non pueden tomar con ellas sy non con mui mucho trabajo, que si vosa alteza supiese como desconcertavan todos en las pulgadas reyrya dello mas que del estrolabio porque desde lisboa ate as canarias unos de otros desconcertavan en muchas pulgadas que unos desian mas que otros tres e quatro pulgadas, e otro tanto desde las canarias ate as yslas de cabo verde, e esto rresguardando todos que el tomar fuese a una misma ora, de guisa que mas jusgauan quantas pulgadas eran por la quantydad del camino que les paresçia que avyan andado que non el camino por las pulgadas: tornando Señor al proposito estas guardas nunca se esconden antes syenpre andan en derredor sobre el orizonte, e aun esto dudoso que non se qual de aquellas dos mas baxas sea el polo antartyco, e estas estrellas principalmente las de la crus son grandes casy como las del carro, e la estrella del polo antartyco, o sul es pequena como la del norte e muy clara, e la estrella que esta en riba de toda la crus es mucho pequena: non quiero mas alargar por non ynportunar a vosa alteza, saluo que quedo rogando a noso Señor ihesu christo la la vyda e estado de vosa alteza acresciente como vosa alteza desea. Fecha en uera crus a primero de maio de 500. pera la mar mejor es regyrse por el altura del sol que non por ninguna estrella e mejor con estrolabio que non con quadrante nin con otro ningud estrumento. do criado de vosa alteza e voso leal servidor.
Johannes
artium el medicine bachalarius.
Sobrescrito: A el Rey nosso senor
Nota quinhentista: De mestre Johã q vay ha Callecut.

## Versão
Senhor:
O bacharel mestre João, físico e cirurgião de Vossa Alteza, beijo vossas reais mãos. Senhor: porque, de tudo o cá passado, largamente escreveram a Vossa Alteza, assim Aires Correia como todos os outros, somente escreverei sobre dois pontos. Senhor: ontem, segunda-feira, que foram 27 de abril, descemos em terra, eu e o piloto do capitão-mor e o piloto de Sancho de Tovar; tomamos a altura do sol ao meio-dia e achamos 56 graus, e a sombra era setentrional, pelo que, segundo as regras do astrolábio, julgamos estar afastados da equinocial por 17°, e ter por conseguinte a altura do pólo antártico em 17°, segundo é manifesto na esfera. E isto é quanto a um dos pontos, pelo que saberá Vossa Alteza que todos os pilotos vão tanto adiante de mim, que Pero Escolar vai adiante 150 léguas, e outros mais, e outros menos, mas quem diz a verdade não se pode certificar até que em boa hora cheguemos ao cabo de Boa Esperança e ali saberemos quem vai mais certo, se eles com a carta, ou eu com a carta e o astrolábio. Quanto, Senhor, ao sítio desta terra, mande Vossa Alteza trazer um mapa-múndi que tem Pero Vaz Bisagudo e por aí poderá ver Vossa Alteza o sítio desta terra; mas aquele mapa-múndi não certifica se esta terra é habitada ou não; é mapa dos antigos e ali achará Vossa Alteza escrita também a Mina. Ontem quase entendemos por acenos que esta era ilha, e que eram quatro, e que doutra ilha vêm aqui almadias a pelejar com eles e os levam cativos. Quanto, Senhor, ao outro ponto, saberá Vossa Alteza que, acerca das estrelas, eu tenho trabalhado o que tenho podido, mas não muito, por causa de uma perna que tenho muito mal, que de uma coçadura se me fez uma chaga maior que a palma da mão; e também por causa de este navio ser muito pequeno e estar muito carregado, que não há lugar para coisa nenhuma. Somente mando a Vossa Alteza como estão situadas as estrelas do (sul), mas em que grau está cada uma não o pude saber, antes me parece ser impossível, no mar, tomar-se altura de nenhuma estrela, porque eu trabalhei muito nisso e, por pouco que o navio balance, se erram quatro ou cinco graus, de modo que se não pode fazer, senão em terra. E quase outro tanto digo das tábuas da Índia, que se não podem tomar com elas senão com muitíssimo trabalho, que, se Vossa Alteza soubesse como desconcertavam todos nas polegadas, riria disto mais que do astrolábio; porque desde Lisboa até às Canárias desconcertavam uns dos outros em muitas polegadas, que uns diziam, mais que outros, três e quatro polegadas, e outro tanto desde as Canárias até às ilhas de Cabo Verde, e isto, tendo todos cuidados que o tomar fosse a uma mesma hora; de modo que mais julgavam quantas polegadas eram, pela quantidade do caminho que lhes parecia terem andado, que não o caminho pelas polegadas. Tornando, Senhor, ao propósito, estas Guardas nunca se escondem, antes sempre andam ao derredor sobre o horizonte, e ainda estou em dúvida que não sei qual de aquelas duas mais baixas seja o pólo antártico; e estas estrelas, principalmente as da Cruz, são grandes quase como as do Carro; e a estrela do pólo antártico, ou Sul, é pequena como a da Norte e muito clara, e a estrela que está em cima de toda a Cruz é muito pequena. Não quero alargar mais, para não importunar a Vossa Alteza, salvo que fico rogando a Nosso Senhor Jesus Cristo que a vida e estado de Vossa Alteza acrescente como Vossa Alteza deseja. Feita em Vera Cruz no primeiro de maio de 1500. Para o mar, melhor é dirigir-se pela altura do sol, que não por nenhuma estrela; e melhor com astrolábio, que não com quadrante nem com outro nenhum instrumento. Do criado de Vossa Alteza e vosso leal servidor.
Johannes
artium et medicine bachalarius